# Stefán Þórðarsson
Stefán Þór Þórðarsson (ur. 27 marca 1975 w Akranes) – islandzki piłkarz, od stycznia 2010 roku jest zawodnikiem Akraness.

## Kariera klubowa
Stefán piłkarską karierę rozpoczynał od Akraness, w tym klubie się wypromował, spędził w nim 3 sezony i przeszedł do Östers IF Växjö. Już po pierwszym sezonie wypożyczył go SK Brann. Jednak tam zagrał tylko 2 mecze i powrócił do Östers IF. Grał tam do końca 1998 roku i ponownie przeszedł do klubu z Norwegii, tym razem do Kongsvinger IL.
Spędził tam tylko pół sezonu i przeszedł do drugoligowego, niemieckiego KFC Uerdingen 05. W pierwszym sezonie zagrał w 25 meczach i strzelił 6 goli. Grał tam tylko jeszcze przez pół sezonu i odszedł Stoke City.
W tym klubie grał jako ofensywny pomocnik, ale był tylko rezerwowym i po 2 nieudanych sezonach powrócił do swojego pierwszego klubu - Akraness. Grał tam przez 2 sezony, po czym przeniósł się do IFK Norrköping.
Ten okres był jego najlepszym w całej karierze. Był kluczową postacią tego klubu czego dowodem jest to, że jego numer został zastrzeżony. Jednak w 2008 roku ponownie powrócił do ÍA Akranes. Zaliczył również krótki epizod w FC Vaduz. W 2009 grał natomiast dla IFK Norrköping. Od stycznia 2010 roku jest wolnym piłkarzem.

## Kariera reprezentacyjna
Stefán zagrał tylko 6 razy dla swojej reprezentacji i strzelił jedną bramkę. Zadebiutował 6 czerwca 1998 roku w zremisowanym 1:1 meczu z RPA, w tym meczu strzelił również gola. Grał także w reprezentacji Islandii U-21, w niej zagrał 6 meczów i strzelił 2 gole.